# Lestes fernandoi
Lestes fernandoi – gatunek ważki z rodziny pałątkowatych (Lestidae). Znany tylko z miejsca typowego w Imperatriz w stanie Maranhão w północno-wschodniej Brazylii. W 2024 roku Garrison i von Ellenrieder zsynonimizowali ten takson z Lestes debellardi.